# Лепе уметности
У европској академској традицији лепе уметности су естетске природе или креативног израза. Разликују се од поп-арта, декоративне или примењене уметности мада и оне имају неку практичну функцију као на пример у грнчарству. У теорији естетике насталој током италијанске ренесансе највиша уметност је била пун израз и приказ уметникове маште, нелимитиран било каквим практичним разлозима као нпр. у прављењу декоративног чајника. Такође се сматрало важним да један човек ради све односно да се рад не дели на више људи са специјализованим умећем као на пример за израду намештаја. Чак и код лепих уметности постојала је хирархија жанрова јер није било исто сликати историјску слику и мртву природу односно количине креативног стваралаштва.